# WITH YOU (JUJUの曲)
「WITH YOU」（ウィズ・ユー）は、JUJUの30枚目のシングル。2015年9月23日にソニー・ミュージックアソシエイテッドレコーズから発売された。

## 概要
初回生産限定盤はCDとDVDの2枚組。付属のDVDには2014年の『JUJU JAZZ LIVE 2014 with TAKUYA KURODA QUINTET from NY at Blue Note Tokyo』からライブ映像を6曲収録した。
表題曲の『WITH YOU』は2015年3月からオンエアされていたTBS系報道番組『NEWS23』のエンディング・テーマ。
カップリングには「X FACTOR OKINAWA JAPAN」の初代グランプリに輝いた「Sky's The Limit」の山本卓司をゲストボーカルに迎え、タイトル曲「WITH YOU」をアコースティックバージョンでレコーディングしたナンバーを収録。

## 収録曲
CD
1. WITH YOU
  - 作詞：JUJU、小林夏美 / 作曲：横山裕章 / 編曲：亀田誠治

TBS系報道番組『NEWS23』エンディング・テーマ。
2. WITH YOU -Acoustic ver.-
  - 作詞：JUJU、小林夏美 / 作曲：横山裕章 / 編曲：亀田誠治

山本卓司（Sky's The Limit）とのデュエット。
3. つぐない
  - 作詞：荒木とよひさ / 作曲：三木たかし / 編曲：島健

テレサ・テンの1984年のシングルをカバー。
4. PLAYBACK -kz & banvox Remix-
  - 作詞：JUJU、AKIRA、為岡そのみ / 作曲：UTA、為岡そのみ / 編曲：kz、banvox

DVD（初回生産限定盤DVD）
- 『JUJU JAZZ LIVE 2014 with TAKUYA KURODA QUINTET from NY at Blue Note Tokyo -Digest-』を収録。

1. My Life
2. Night And Day
3. Misty
4. Candy
5. Girl Talk
6. Quizas,Quizas,Quizas